# Šlomcijon (Bik'at ha-Jarden)
Šlomcijon (hebrejsky: שלומציון‎) je administrativní komplex v Izraeli, respektive na Západním břehu Jordánu, ve němž sídlí úřady a regionální služby Oblastní rady Bik'at ha-Jarden.

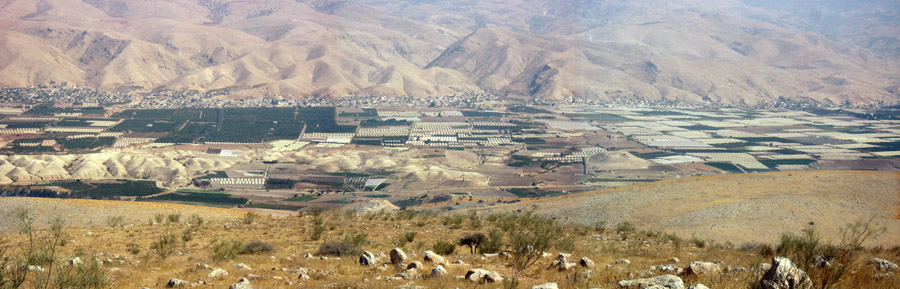
Pohled z pevnosti Sartaba na údolí řeky Jordán

Nachází se v údolí řeky Jordán při silnici číslo 90 (takzvaná Gándhího silnice), hlavní severojižní dopravní osy Jordánského údolí), cca 1 kilometr jižně od vesnice Masu'a. Ze silnice číslo 90 tu odbočuje místní komunikace, jež vede k západu, do prostoru starověké pevnosti Alexandreion (Sartaba).